# Lista de colônias neerlandesas no Brasil
Essa é uma lista das colônias neerlandesas no Brasil que foram fundadas por imigrantes neerlandeses (holandeses). Abaixo uma listagem das colônias neerlandesas:

## Espírito Santo
- Holanda - 1860[1]
- Holandinha - 186?

## Goiás
- Rio Verde - 1985

## Maranhão
- Balsas - 1974

## Mato Grosso
- Itiquera - 1972
- Alto Garças - 1972

## Mato Grosso do Sul
- Maracaju - 1972[1]

## Minas Gerais
- Paracatu - 1972[1]
- Unaí - 1984[1]
- Brasolândia - 1985[2][3]

## Paraná
- Colônia Tayó (Ipiranga) - 1880 - junto com alemães e poloneses[4][5][6][7]
- Gonçalves Júnior (Irati) - 1889[8]
- Carambeí - 1911[1][9]
- Colônia Federal Ivay - 1915 - junto com outras etnias[10]
- Monte Alegre (Telêmaco Borba) - 1949[11][12]
- Castrolanda (Castro) - 1951[1]
- Tronco (Castro) - 1953[13][14]
- Arapoti - 1960[1][15][16]
- Tibagi - 1972[17][18]

## Rio Grande do Sul
- Não-Me-Toque - 1949[1]
- Panambi - 1963[1]

## Santa Catarina
- Calmon - 1908[8]
- Tijuquinhas - 1950[14]

## São Paulo
- Holambra - 1948[1]
- Campos de Holambra - 1960